# Nagelrochen

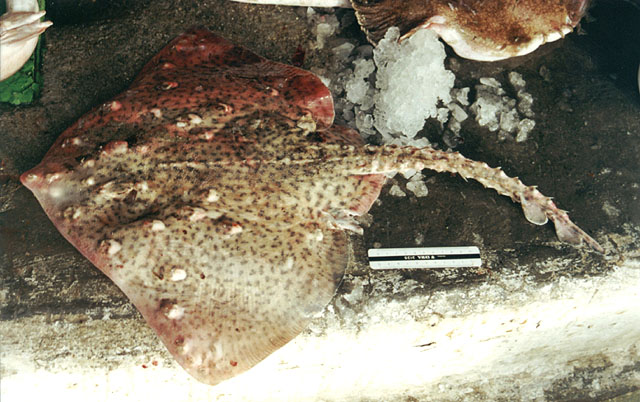
Ein Nagelrochen

Der Nagelrochen (Raja clavata)  ist ein Knorpelfisch aus der Familie Echte Rochen (Rajidae). Er lebt vor allem an den europäischen und afrikanischen Küsten des Atlantischen Ozeans, in der Nordsee, dem Mittelmeer und dem südwestlichen Schwarzen Meer. 

## Verbreitung
Der Nagelrochen ist die häufigste Rochenart der europäischen Meere. Er lebt an den Küsten des Ostatlantiks von Norwegen bis Namibia, in der Nordsee, im Skagerrak und im Kattegat. Außerdem im Mittelmeer, im südwestlichen Schwarzen Meer und möglicherweise auch noch im äußersten Südwesten des Indischen Ozeans an der Küste Südafrikas, Mosambiks und an der Südküste Madagaskars.
In deutschen Gewässern ist der Nagelrochen selten geworden. Während im Jahr 1910 in Ostfriesland noch 18.000 Glatt- und Nagelrochen gefischt wurden, wurden wegen Überfischung und Beifang ab 1980 fast keine Nagelrochen mehr im deutschen Wattenmeer gesichtet. Erst seit 2010 steigt ihre Zahl wieder.

## Merkmale
Der Körper der Fische ist rhombisch, die Schnauze kurz, die flügelartigen Brustflossen spitz. Die Oberseite ist bestachelt und rau, braun und mit hellen und dunklen Flecken gemustert, die Unterseite weiß. Der Schwanz trägt weit hinten zwei kleine Rückenflossen und ist mit hellen und dunklen Querbändern versehen. Charakteristisch ist die Mittelreihe schlanker, nagelähnlicher Dornen auf Rücken und Schwanzoberseite. Ältere Tiere bekommen noch zusätzliche Dornen auf Ober- und Unterseite der Flügel. Die Männchen erreichen eine Größe von 70 Zentimetern, Weibchen werden bis zu 120 Zentimetern lang.

## Lebensweise
Nagelrochen halten sich auf sandigen und schlammigen Weichböden in Tiefen von 20 bis 300 Metern auf, im östlichen Ionischen Meer in Tiefen von 300 bis 577 Metern. Sie ernähren sich von bodenbewohnenden Wirbellosen, vor allem von Krebstieren, aber auch von kleinen Fischen.

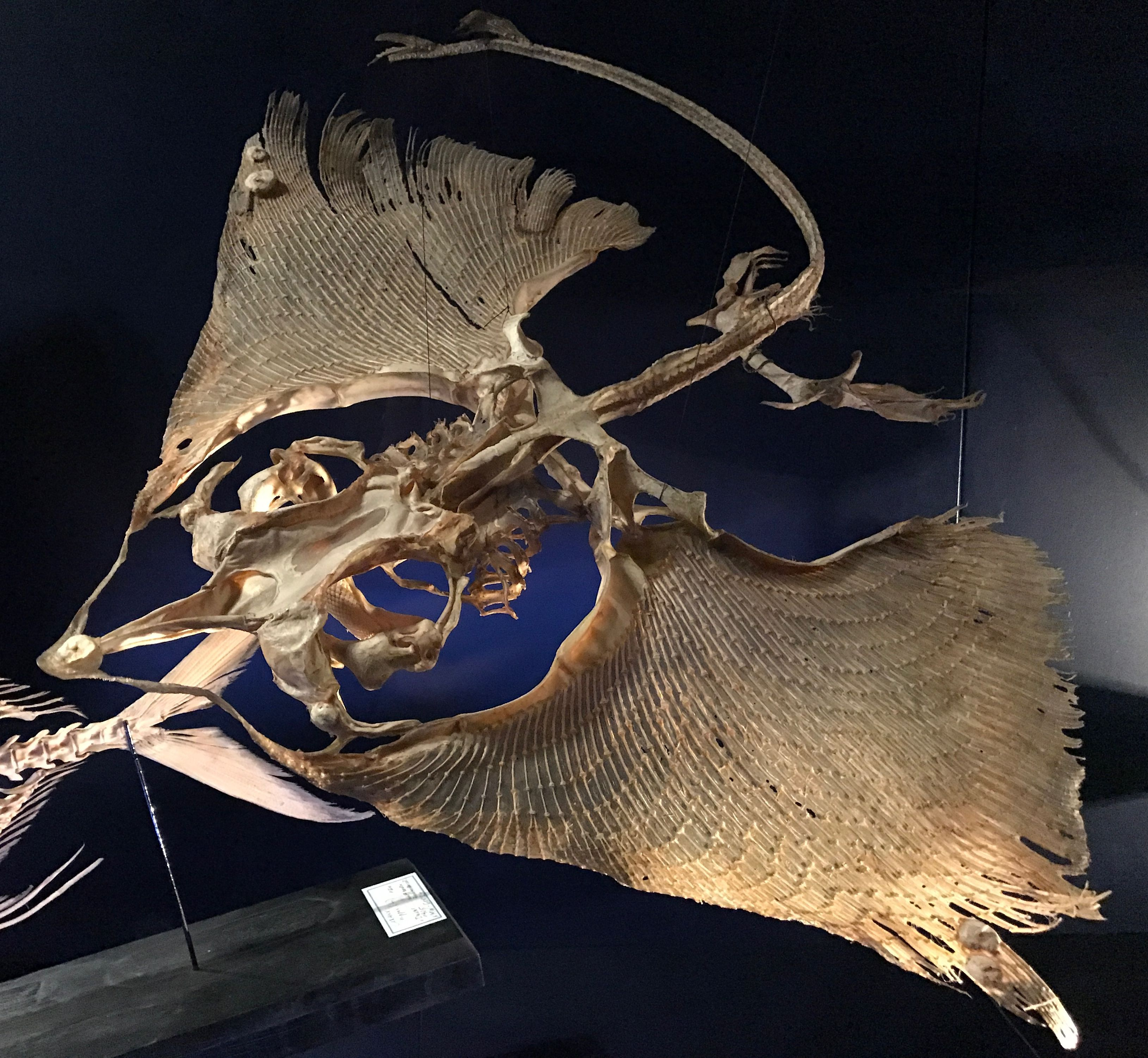
Skelettpräparat eines Nagelrochens

Wie alle Rajidae sind sie ovipar, legen also Eier. Die Paarungszeit ist im Frühjahr. Etwa täglich legen die Weibchen einige Wochen danach ein Ei ab, insgesamt 50 bis 170 in einem Jahr. Die Eier sind von einer viereckigen, mit Haltefäden an jeder Ecke versehenen Hornkapsel umhüllt, die fünf bis neun Zentimeter lang und 3,4 bis 6,8 Zentimeter breit sind. Nach vier bis fünf Monaten schlüpfen die Jungtiere bei einer Körperlänge von etwa zwölf Zentimeter.